# Brevíssima História do Tempo
A Briefer History of Time (Brevíssima História do Tempo em Portugal e Uma Nova História do Tempo no Brasil) é um livro de divulgação científica do físico Stephen Hawking e o físico norte-americano Leonard Mlodinow publicado originalmente em 2005. É uma atualização e revisão do livro de Hawking Uma Breve História do Tempo de 1988. Neste livro os autores trazem mecânica quântica, teoria das cordas, teoria do "big bang" e outros tópicos de uma maneira simples. O livro também informa ao leitor das novas fronteiras da ciência desde o livro anterior de Hawking.